# 동산로 (충주시)
동산로(Dongsan-ro)는 충청북도 충주시 동량면 동량교차로 에서  충청북도 충주시 산척면 산척오거리를 잇는 도로이다.

## 주요 경유지
충청북도
- 충주시 (동량면 . 산척면)

## 노선
| 이름        | 접속 노선                 | 소재지 | 소재지 | 비고 |
| ----------- | ------------------------- | ------ | ------ | ---- |
| 동량 교차로 | 지등로                    | 충주시 | 동량면 |      |
| 동량교      |                           | 충주시 | 동량면 |      |
| 텁평삼거리  | 지방도 제532호선 (호반로) | 충주시 | 동량면 |      |
| 덕해교      |                           | 충주시 | 산척면 |      |
| 덕해삼거리  | 인등로                    | 충주시 | 산척면 |      |
| (이름없음)  | 천등박달로                | 충주시 | 산척면 |      |
| 산척사거리  | 국도 제38호선 (북부로)    | 충주시 | 산척면 |      |

## 주요 시설및 건물
- 동량역 (동산로 159/조동리 1188-3)
- 농협 산척농협 하나로마트 (동산로 714/송강리 1261-3)
- 농협 산척농협 본점 (동산로 714/송강리 1261-4)
- 산척면 행정복지센터 (동산로 736/송강리 1253-1)